# Patrick Fiori
Pour les articles homonymes, voir Fiori.
Patrick Fiori, est un auteur-compositeur-interprète français, né le 23 septembre 1969 à Marseille.
En 1993, il représente la France au Concours Eurovision de la chanson avec le titre Mama Corsica écrit et composé par François Valéry. Il se classe quatrième sur les vingt-cinq pays participants.
En 1998, son rôle de Phœbus dans la comédie musicale Notre-Dame de Paris de Luc Plamondon et Richard Cocciante le révèle au grand public. La chanson Belle qu'il interprète avec Garou et Daniel Lavoie se vend à 4 millions d'exemplaires et devient la chanson de l'année aux Victoires de la musique 1999.
Depuis 1994, il a sorti douze albums studio, contenant de nombreux duos notamment avec Jean-Jacques Goldman, Johnny Hallyday et Florent Pagny. Depuis 2002, Jean-Jacques Goldman est l'un de ses collaborateurs, Patrick Fiori devient ainsi le deuxième artiste après Céline Dion à interpréter ses chansons.
Il est membre de la troupe des Enfoirés depuis 1999. Depuis 2015, il est coach dans l'émission The Voice Kids sur TF1.

## Biographie

### Origines et famille
Issu d'une famille de cinq enfants de père arménien, Jacques Chouchayan, et de mère corse, Marie Antoinette Fiori, Patrick Fiori passe une partie de son enfance à Marseille et l’autre à Ajaccio,.

### Premiers pas artistiques
Son amour pour le chant est né à l'âge de 5 ans. Il fait ses premiers pas dans la musique à 12 ans (1981) grâce à Franck Fernandel qui lui présente René Baldaccini, le producteur de la comédie musicale La Légende des santonniers. Ce dernier lui offre le rôle du fils du rémouleur sur la scène de l'Opéra de Marseille. À 14 ans, Patrick Chouchayan devient Patrick Fiori. « A l’école personne ne savait prononcer mon nom de famille : Chouchayan. Alors à 14 ans j’ai demandé à mon père si ça le dérangeait que je prenne le nom de jeune fille de ma mère (Fiori). Ça veut dire « Fleurs » en corse. ».
En 1985, à 16 ans, il enregistre avec l’aide de sa famille un premier titre Stéphanie, suivi de Dans ton regard et Le Cœur à fleur d’amour.
Ses participations dans l'émission de Léon Zitrone, Les Habits du dimanche, commencent à le faire connaître. En 1987, il fait la première partie de Gilbert Montagné pour plusieurs de ses concerts ainsi que ceux de Michèle Torr et Barry White. C’est en 1992, parmi d’autres concours auxquels il participe, qu’il remporte celui des francophonies avec la chanson Au fil de l’eau, composée par son ami Bernard Di Domenico. Il décroche également le 1er prix du Concours de la Chanson française en Fenouillèdes (à Sournia dans les Pyrénées-Orientales), parrainé cette année-là par Fabienne Thibeault, qui l'encourage dès lors à persévérer[réf. nécessaire].

### Participation au concours Eurovision (1993)
En 1993, bien qu'encore peu connu du grand public, les prestations vocales de Patrick Fiori, alors âgé de 23 ans, intéressent l'auteur-compositeur-interprète François Valéry et Marie-France Brière, la directrice des variétés et divertissements de France 2 qui lui proposent de représenter la France au Concours Eurovision de la chanson avec la chanson Mama Corsica. La chanson, écrite et composée par François Valéry, est rédigée en français avec quelques phrases en corse (Patrick Fiori étant le premier représentant de la France a utiliser la langue corse au concours). Le 15 mai 1993, lors du 38e Concours Eurovision de la chanson se déroulant au Green Glens Arena de Millstreet en Irlande, Patrick Fiori interprète ce titre en douzième position sous la direction du chef d'orchestre Christian Cravero. Il est accompagné lors de sa prestation par deux joueurs de mandoline, ainsi que par deux choristes. Au terme du vote final des pays, il se classe 4e sur les 25 pays participants (il obtient deux « douze points », attribués par le Danemark et le Portugal). Il apporte une cinquième 4e place à la France dans le concours (sur les huit à ce jour).

### Les premiers albums et succès deNotre-Dame de Paris(1994-2000)
En 1994, Patrick Fiori sort son premier album Puisque c'est l'heure, suivi du Le Cœur à l'envers qu’il auto-produit en 1995. Il participe à de nombreuses émissions télévisées, notamment La Chance aux chansons animée par Pascal Sevran dans laquelle il interprète Ma vie en présence d’Alain Barrière.
En 1997, il participe sur les conseils d’Eddy Marnay à une audition pour interpréter un rôle dans la comédie musicale Notre-Dame de Paris au Palais des congrès de Paris. Convaincu par sa prestation lors de la chanson Déchiré, Luc Plamondon lui confie le rôle du capitaine Phœbus. Lors des Victoires de la musique 1999, la chanson Belle est élue « chanson de l'année » et le spectacle « spectacle de l'année ». Cette comédie musicale révèle Patrick Fiori au grand public.
Parallèlement, en 1998, il signe un contrat avec Sony et doit gérer la sortie de son 3e album, Prends-moi. La même année, pour le cinéma, il prête sa voix pour l’adaptation en français de films d'animation : Mulan (parties chantées par le personnage de Shang) et dans Le Prince d'Égypte (morceaux chantés par le personnage de Ramsès II).
En 1999, il intègre l’équipe des Enfoirés et depuis participe au concert chaque année.
En 2000, il décide de quitter la troupe de Notre-Dame de Paris, pour se consacrer à la sortie de son quatrième album, Chrysalide, dont une des chansons, Que tu reviennes, est écrite par Calogero et Lionel Florence. L'album est double disque d’or[réf. nécessaire]. Il se produit pour la première fois sur la scène de l’Olympia en octobre 2000.

### Les années 2000
En 2002, Patrick Fiori sort un cinquième album, Patrick Fiori, avec un premier single, Marseille, chanson écrite par Jacques Veneruso et collabore pour la première fois avec Jean-Jacques Goldman, qui lui signe quatre titres dont Je sais où aller.
En 2003, il enchaîne avec une tournée dans toute la France et la Belgique, avec pour commencer plusieurs dates au palais des sports. Il s'entoure des mêmes musiciens rencontrés lors de la tournée « Chrysalide » (2000/2001) avec notamment Jacques Veneruso (guitariste), Pierre-Jean Scavino (claviers), André Hampartzoumian et Patrick Hampartzoumian (deux frères l'un guitariste et l'autre percussionniste), Laurent Coppola (batteur), Patrick Dupont (guitariste basse), Agnès Hampartzoumian (choriste), Véronique Mavros (choriste), et Bruno Le Rouzic (cornemuse et flûtes).
L'année 2005 marque la sortie de son nouvel album Si on chantait plus fort dont sont extraits les singles Toutes les peines, Il paraît, 4 mots sur un piano interprété avec Jean-Jacques Goldman et Christine Ricol et vendu à 150 000 exemplaires. Pour cet album, il utilise un nouveau procédé, le dual disc (une face CD et l'autre DVD), contenant un reportage de 26 minutes ainsi que deux titres en live acoustique, Toutes les peines et Que tu reviennes. Il s'ensuit une longue tournée d'avril 2005 à septembre 2007 avec deux concerts à l'Olympia les 13 et 14 janvier 2007, où il est toujours accompagné de ses fidèles musiciens. À cette occasion, il présente à son public un jeune auteur compositeur et interprète, Tommy Chiche.

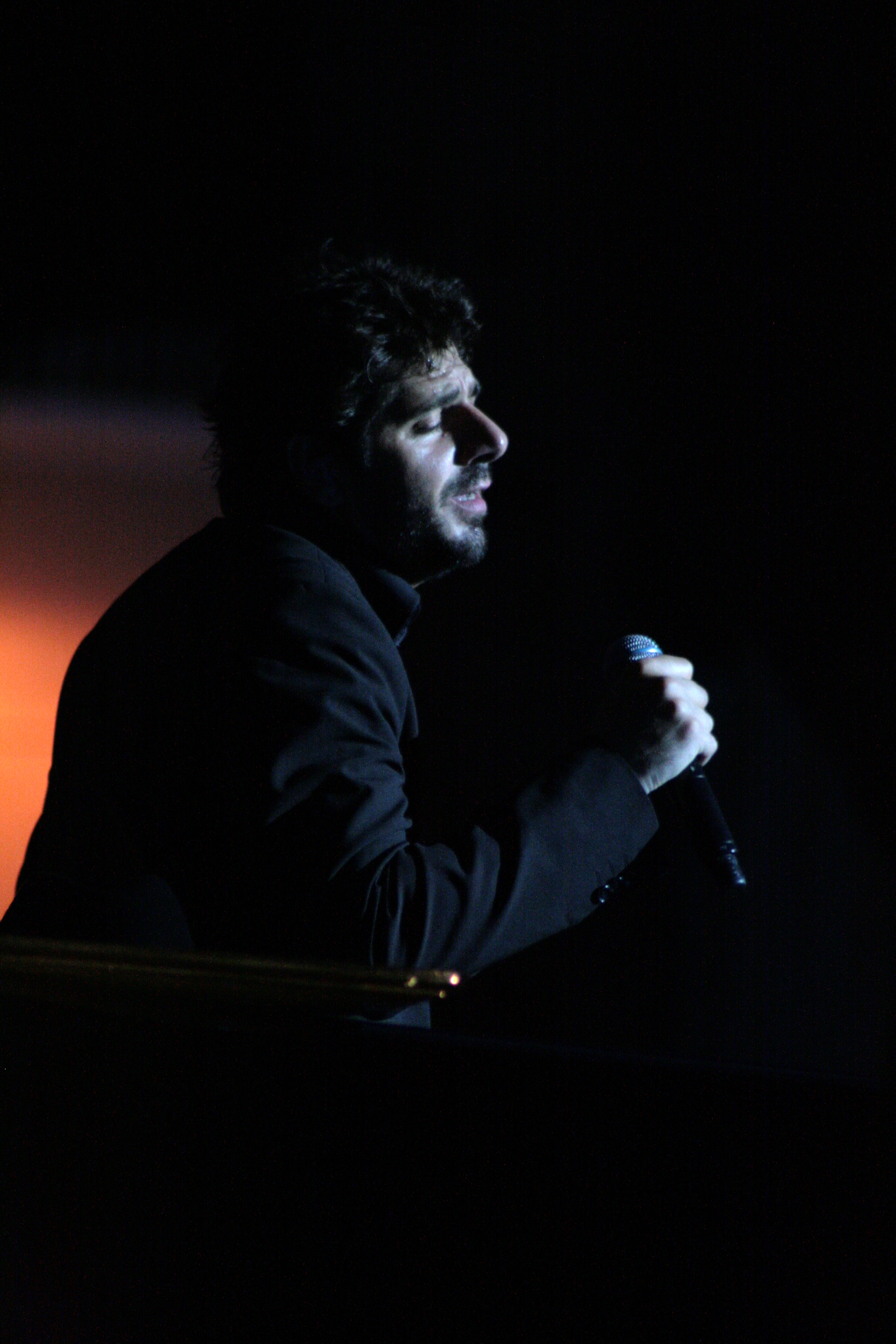
Patrick Fiori en concert au théâtre antique d'Orange en 2009.

Passionné de cinéma et de musique de films, Patrick Fiori sort un album-concept en 2008, Les Choses de la vie. Ce disque enregistré avec l'orchestre philharmonique de Budapest est composé de reprises de bandes originales de films dont Le Parrain, Les Parapluies de Cherbourg ou encore Borsalino. Des textes inédits sont écrits sur ces musiques : le single Liberta, Jeux interdits et Les Montagnes d'Arménie (Mayrig). Deux duos sont présents : Out Here on My Own (Fame) avec Tina Arena et La chanson d'Hélène (reprise de la musique du film Les Choses de la vie) avec Micheline Presle. Une chanson inédite écrite par Jean-Jacques Goldman, Merci, termine l'album,. À la suite de sa reprise de Parapluies de Cherbourg, Michel Legrand l'invite à fêter ses 50 ans de carrière lors d'un concert à la Salle Pleyel en février 2009 aux côtés de Liane Foly, Dany Brillant et Maurane,. Lors de la tournée Les Choses de la vie, Fiori interprète des titres de son dernier album ainsi que des titres anciens. Il organise pour chaque concert un casting afin d'inviter une chanteuse à l'accompagner sur le titre 4 mots sur un piano. Cette tournée le mène jusqu'à Moscou pour un concert au Théâtre du Kremlin.

### Les années 2010
En septembre 2010, Patrick Fiori sort son 8e album L'Instinct masculin. Quatre titres sont extraits en single : Peut-être que peut-être (musique et parole composées par Jean-Jacques Goldman), L'Instinct masculin, À la vie ! et Dieu qu'elle était belle !. Cet album comporte également un duo avec Johnny Hallyday, Je viendrai te chercher, l'histoire de deux frères que la vie a séparés ; Patrick Fiori a composé la musique et Jean-Jacques Goldman les paroles. L'album se vend à plus de 120 000 exemplaires. Une tournée des Zénith dure un an et demi et figure sur un premier album live enregistré au Dôme de Marseille. Le concert est aussi disponible en double CD/DVD. En 2013, Fiori propose une tournée acoustique dans des salles plus intimes,.
Le 14 février 2014, jour de la Saint-Valentin, Patrick Fiori sort un nouveau single intitulé Elles (écrit et composé par Jean-Jacques Goldman), extrait de son 9e album Choisir paru le 12 mai 2014. Pour l'écriture des textes, il s'entoure également de Bénabar (La sentinelle endormie), Ariane Quatrefages (Elles se disent, Choisir, Tout contre mais pour), Robert Goldman (Dans tes yeux chaque jour) et Jacques Veneruso (La vie qu'on a choisie). L'album est disque de platine. Patrick Fiori entame une tournée de plus de 100 dates d'octobre 2014 à décembre 2015, avec un passage par le Zénith de Paris et l'Olympia . Avec cet album, l'artiste fête ses 20 ans de carrière.
Le 29 septembre 2017 sort son 10e album intitulé Promesse. Le premier single est Où je vis. L'album contient deux duos : Promesse co-écrit avec Slimane et Chez nous (Plan d’Aou, Air Bel) avec Soprano, 2e single, écrit par Jean-Jacques Goldman. Pour la composition et l'écriture des chansons, Patrick Fiori s'est également entouré d'Arianne Quatrefages, Serge Lama et d'Ycare. Cet album évolue vers un univers plus urbain et électro « Je voulais vraiment faire sauter les barrières et les étiquettes qu'on peut nous mettre. J'ai fait tout le contraire de ce que je faisais avant. J'ai composé différemment ». L'album est réédité en 2019 dans une version collector avec notamment trois titres bonus, un documentaire sur les coulisses de la tournée, des clips et un making-of.

### Les années 2020
En juin 2020, Patrick Fiori sort le titre Un air de famille extrait de son 11e album Un air de famille qui paraît le 2 octobre. Il contient treize titres dont trois duos avec : Florent Pagny, Soprano et Angelina écrits notamment par Marie Bastide, Jean-Jacques Goldman et Ariane Quatrefages. « C'était intéressant d'aller visiter les sentiments qu'on porte dans les familles, on s'aperçoit que même si on est différent, on a profondément un air de famille [...]. J'avais envie de ça depuis longtemps. Parcourir cette enfance, cet enfant-là que j'étais et l'homme que je suis devenu ». S'ensuit une tournée de septembre à décembre 2021. De février à juillet 2022, Patrick Fiori propose la tournée Version originale en chantant dans les églises et les cathédrâles. Le chanteur publie également son premier livre-cd pour enfant Zino déménage qu'il co-écrit avec Yann Tisseron.
Le 1er décembre 2023 est dévoilé le titre Le chant est libre co-écrit avec Ycare. extrait de l'album Le chant est libre qui sort le 9 février 2024. Il contient notamment des duos avec Amel Bent, Slimane, Claudio Capéo, Ycare et Michel Drucker. Une tournée débute en mars 2024.
Le 15 décembre 2024 Patrick Fiori chante "Terra Corsa" à Ajaccio, accompagné d'Alizée, de Jean-Charles Papi, de Francine Massiani et de Christophe Mondoloni lors de la venue du Pape François. 

### Collaborations et participations
Patrick Fiori a co-écrit et composé en partie avec Patrick Antonini et Nathalie Santamaria l'album de cette dernière intitulé Entre rêve et réalités et sorti le 13 février 1997.
Il a écrit et composé pour Liane Foly (album Entre nous), Patricia Kaas (album Sexe fort), Tina Arena (album Un autre univers), Julie Zenatti (albums Dans les yeux d'un autre, Comme vous et Blanc), Lauren Faure (album Regard de femmes), Mimie Mathy (album La vie m'a raconté), et Pierrick Lilliu (album Besoin d'espace).
Il a composé et co-écrit avec Julie Zenatti la chanson Le Lien pour Grégory Lemarchal. La chanson figure sur l'album posthume La Voix d'un ange sorti en 2007.
En 2011, il participe à l'album Duos de mes chansons de Gérard Lenorman et interprète avec lui le titre Les Matins d'hiver.
En décembre 2011, la troupe originelle de Notre-Dame de Paris est réunie pour trois concerts à Paris-Bercy, accompagnée de l'orchestre symphonique d'Ukraine. Une tournée a lieu en Russie et en Ukraine,.
En 2012, Zucchero édite une version française de son album Chocabeck. Il chante avec Patrick Fiori le titre L'Écho des dimanches, l'adaptation de Il suono della domenica. Ils tournent un clip puis l'interprètent sur la scène du Casino de Paris,,.
En juin 2012, Chico and the Gypsies font appel à lui pour reprendre My Way en espagnol sur leur album de reprises Chico and the Gypsies… and friends qui célèbre leurs 20 ans de carrière.
En 2013, Patrick Fiori est présent sur l'album Les voix basques d'Anne Etchegoyen. Sur l'album de reprises de Roch Voisine, il chante avec ce dernier le titre Je resterai là.
Depuis septembre 2015, il est coach dans l'émission de The Voice Kids. Jane, finaliste de son équipe remporte la saison 2. Angelina gagne la saison 4 en 2017 et Patrick Fiori lui écrit le titre Sur les épaules de mon père sur son album C'est si beau paru en 2019. Rebecca remporte la saison 7 en 2021 et Raynaud la saison 8 en 2022,.
À l'automne 2015 sort un album de reprises de chansons corses dont Patrick Fiori est à l'origine : Corsu Mezu Mezu. Il est composé de seize titres interprétés par des chanteurs corses et continentaux dont entre autres Patrick Bruel, Jenifer, Francis Cabrel, Jean Charles Papi, Jean Menconi, Petru Guelfucci. Patrick Fiori interprète trois titres en duo : Corsica avec Patrick Bruel dont un clip est tourné, Ci hè dinù avec Chjami Aghjalesi et Ô Corse île d'amour avec Antoine Ciosi. L'album est no 1 des ventes dès sa sortieet se vend à 300 000 exemplaires.
La même année il interprète Que serais-je sans toi sur l'album de reprises Des airs de liberté en hommage à Jean Ferrat.
Le 7 janvier 2017, au Zénith de Paris et en direct sur TF1 dans l'émission Grégory Lemarchal, 10 ans après l'histoire continue, il interprète pour la première fois une chanson inédite et écrite par Grégory Lemarchal qui s'intitule Pour mieux s'aimer et dont les bénéfices du téléchargement sont reversés à l'association de Grégory. Il chante en duo avec Slimane le titre Forteresse sur l'album de reprises Chante la vie chante de Michel Fugain.
En août 2020, Patrick Fiori tourne en Touraine le téléfilm Mauvaises graines réalisé par Thierry Petit aux côtés notamment de Michel Jonasz dans lequel il interprète Jean Bogossian, directeur d'un centre éducatif. Le téléfilm est diffusé sur France 3 pour la première fois le 26 octobre 2021 (18% de PDM) puis rediffusé le 30 août 2022,.
En septembre 2020, il chante le titre Le Porte-croix en duo avec Antoine Ciosi sur son album de duos Duetti.
En août 2022, sort l'album Corsu Mezu Mezu 2 avec en extrait le single Terra Corsa. Le titre écrit par Michel Mallory, est interprété par Patrick Fiori, Patrick Bruel, Florent Pagny et Jean-Charles Papi. L'album est composé de reprises chantées par Vianney, Roberto Alagna, Carla Bruni, Julien Clerc, Jenifer, Kendji Girac, Natali Valli, Diana di l'Alba, Voce Ventu, Diana Saliceti, Canta U Populu Corsu, A Filetta,,...

### Œuvres caritatives
Patrick Fiori participe à différentes œuvres et associations caritatives telles que : Les enfants de la Terre, Solidarité inondations, Tsunami, Sidaction, Opération Pièces jaunes, Les blouses roses, Téléthon, Sol En Si (Solidarité Enfants Sida), Les Vendanges du cœur, Les Étoiles de l'espoir, Télévie, Association européenne contre les leucodystrophies (ELA), Tout le monde chante contre le cancer, les Virades de l'espoir de Brue-Auriac et le collectif Et demain? au profit de la Fondation Hôpitaux de Paris-Hôpitaux de France lors de la pandémie de Covid-19 en 2020.
Il est le parrain avec Nikos Aliagas et Mickaël Landreau de l'Association Grégory Lemarchal, de l'association La Marie-Do basée en Corse qui lutte contre le cancer (depuis 2008), Les Enfoirés (depuis 1999), du Fonds arménien de France en 2014 aux côtés d'Adriana Karembeu).
Patrick Fiori fait partie de la troupe des Enfoirés depuis 1999.

### Vie privée
Patrick Fiori et Lara Fabian ont été en couple de 1997 à 1999[réf. nécessaire].
Il a fréquenté Julie Zenatti de 1999 à 2006 (ils étaient fiancés)[réf. nécessaire].
Patrick Fiori épouse en juin 2008 Ariane Quatrefages (Miss Rhône-Alpes 1999 et 3e dauphine de Miss France 2000). Ils accueillent leur premier enfant, Sevan, en juillet 2009. Dans une interview pour le magazine Idolesmag, il énonce : « Le fait d’être père…ça change tout ! [...] Ça change notre vie et comme ça change la vie, ça change dans le travail aussi. En tout cas en ce qui me concerne, il y a des priorités dans la vie. Et j’ai très bien compris où étaient les miennes. La musique, c’est magnifique, c’est un métier dans lequel je m’éclate et c’est génial, mais ma priorité, c’est ma famille ». En 2014, naît leur deuxième fils, Gabin,. Ariane Quatrefages a coécrit certaines chansons de Patrick Fiori et de Julie Zenatti.
En 2022, il se sépare de son épouse pour être en couple avec une jeune femme de 26 ans sa cadette. En 2023 naît un petit garçon prénommé Ange,.

## Discographie

### Charts
| Titre                                                              | Année | Classements | Classements         | Classements | Classements    | Certification (France) | Ventes (France)  |
| Titre                                                              | Année | France      | Belgique (Wallonie) | Suisse      | Suisse Romande | Certification (France) | Ventes (France)  |
| ------------------------------------------------------------------ | ----- | ----------- | ------------------- | ----------- | -------------- | ---------------------- | ---------------- |
| Mama Corsica                                                       | 1993  | 40          | -                   | -           | -              | -----                  | -----            |
| Belle (avec Garou et Daniel Lavoie)                                | 1998  | 1           | 1                   | -           | -              | 4x Platine             | 2 500 000 unités |
| Elle est                                                           | 1998  | 9           | 12                  | -           | -              | Argent                 | 125 000 unités   |
| J´en ai mis du temps                                               | 1999  | 38          | -                   | -           | -              | -----                  | -----            |
| Terra Umana                                                        | 1999  | 48          | -                   | -           | -              | -----                  | -----            |
| Que tu reviennes                                                   | 2000  | 13          | 10                  | -           | -              | -----                  | -----            |
| Juste une raison encore                                            | 2000  | 45          | 13                  | -           | -              | -----                  | -----            |
| Je sais où aller                                                   | 2003  | 13          | -                   | 86          | -              | -----                  | -----            |
| Toutes les peines                                                  | 2006  | 11          | -                   | 37          | -              | -----                  | -----            |
| 4 mots sur un piano (avec Jean-Jacques Goldman et Christine Ricol) | 2007  | 1           | 7                   | 40          | -              | Argent                 | 150 000 unités   |
| Peut-être que peut-être                                            | 2010  | 14          | 14                  | -           | -              | -----                  | -----            |
| Elles                                                              | 2014  | 58          | 49                  | -           | -              | -----                  | -----            |
| Corsica (avec Patrick Bruel)                                       | 2015  | 27          | 43                  | -           | 10             | -----                  | -----            |
| Pour mieux s'aimer                                                 | 2017  | 10          | -                   | -           | -              | -----                  | -----            |
| Où je vis                                                          | 2017  | 32          | -                   | -           | -              | -----                  | -----            |
| Chez nous (Plan d'Aou, Air Bel) (avec Soprano)                     | 2017  | 50          | -                   | -           | -              | -----                  | -----            |
| Promesse                                                           | 2017  | 176         | -                   | -           | -              | -----                  | -----            |
| Les Gens qu'on aime                                                | 2018  | 12          | -                   | -           | 4              | -----                  | -----            |
| Un air de famille                                                  | 2020  | 58          | -                   | -           | -              | -----                  | -----            |
| J'y vais (avec Florent Pagny)                                      | 2020  | 5           | -                   | -           | 2              | -----                  | -----            |

| Titre                    | Année | Meilleur Classement | Meilleur Classement | Meilleur Classement | Meilleur Classement | Certification (France) | Ventes (France) |
| Titre                    | Année | France              | Belgique (Wallonie) | Suisse              | Suisse Romande      | Certification (France) | Ventes (France) |
| ------------------------ | ----- | ------------------- | ------------------- | ------------------- | ------------------- | ---------------------- | --------------- |
| Prends-moi               | 1998  | 17                  | 14                  | -                   | -                   | 2x Or                  | 200 000 unités  |
| Chrysalide               | 2000  | 11                  | 8                   | 47                  | -                   | 2x Or                  | 200 000 unités  |
| Patrick Fiori            | 2002  | 6                   | 8                   | 37                  | -                   | 2x Or                  | 200 000 unités  |
| Si on chantait plus fort | 2005  | 4                   | 14                  | 69                  | -                   | 2x Or                  | 250 000 unités  |
| Best of 4 mots           | 2007  | -                   | 11                  | 69                  | -                   | Or                     | 75 000 unités   |
| Les Choses de la vie     | 2009  | 7                   | 7                   | -                   | -                   | Platine                | 150 000 unités  |
| L'Instinct masculin      | 2010  | 3                   | 5                   | 56                  | 13                  | Platine                | 120 000 unités  |
| Choisir                  | 2014  | 2                   | 4                   | 26                  | 5                   | Platine                | 100 000 unités  |
| Promesse                 | 2017  | 3                   | 6                   | 19                  | 4                   | Platine                | 100 000 unités  |
| Un air de famille        | 2020  | 1                   | 1                   | 8                   | 2                   | Platine                | 100 000 unités  |

## Autres projets

### Comédie musicale
- 1998 : Notre-Dame de Paris de Luc Plamondon et Richard Cocciante, mise en scène Gilles Maheu

### Filmographie
- 1998 : Mulan : Shang (chansons)
- 1998 : Le Prince d'Égypte : Ramsès II (chansons)
- 2001 : Un gars, une fille, épisode Spécial Nouvel An avec des gars et des filles célèbres : Loulou[86]
- 2018 : Demain nous appartient, épisode 240 : lui-même[87]
- 2021 : Mauvaises graines de Thierry Petit, téléfilm : Jean Bogossian
- 2023 : Alibi.com 2 de Philippe Lacheau : lui-même
- 2023 : Scènes de ménages : Fête de la musique : lui-même

### Théâtre
En 2010, Patrick Fiori joue dans la pièce de théâtre La Femme du boulanger de Marcel Pagnol, mise en scène d'Alain Sachs, aux côtés de Michel Galabru, Philippe Caubère, Bernadette Lafont, Laëtitia Milot entre autres, dans laquelle il interprète le rôle du berger. La pièce est retransmise en direct sur France 2, le 30 décembre 2010, depuis le théâtre de Rueil-Malmaison.

## Distinctions
- 1992 : prix du concours SACEM du 8e festival de la chanson francophone (Pyrénées-Orientales), avec la chanson Au fil de l'eau, écrite par Bernard Di Domenico
- 1993 : 4e place au Concours de l'Eurovision (avec la chanson Mama Corsica)
- 1999 : Victoires de la musique 1999 : Chanson de l'année pour Belle
- 2006 : Étoiles Chérie FM : Étoile de la générosité[89]
- 2011 : Trophée Toros de la Chambre de Commerce et d'Industrie Franco-Arménienne pour les 20 ans de l'indépendance de l'Arménie[90]
- 2014 : World Live Award à Moscou[91]
- 2016 : Médaille de la ville d'Ajaccio[92]

## Publications
- Zino déménage, coécrit avec Yann Tisseron, livre-cd, Auzou Philippe Eds, 2020
- Zino – Sur les épaules de mon père, illustration Yann Tisseron, livre-cd, Auzou Philippe Eds, 2021